# Ленинградский корпусной район ПВО

Ленинградский корпусной район ПВО — территориальное формирование войск противовоздушной обороны во время Великой Отечественной войны Советского Союза, предназначались для обороны Ленинграда и ближайших от него объектов.

## История
Ленинградский корпусной район ПВО был образован в ноябре 1941 года на основании постановления Государственного Комитета Обороны от 9 ноября 1941 года за счёт реорганизации 2-го корпуса ПВО.  Командующим был назначен генерал-майор береговой службы Зашихин Г. С., военным комиссаром — полковой комиссар Иконников А. А., начальником штаба — подполковник Рожков П. Ф.. Согласно постановлению, корпусной район находился в подчинении Ленинградского фронта. В январе 1942 года в состав корпусного района ПВО вошёл 7-й истребительный авиационный корпус ПВО до того находившийся в оперативном подчинении у первого.
Решающую роль в отражении налётов на Ленинград играла зенитная артиллерия. Но приходилось принимать чрезвычайные меры для экономии боеприпасов, так как поступление снарядов ходе боевых действий не покрывало их расходов. При отражении ночных налётов огонь по вражеским самолётам открывался только с разрешения командира полка и заградительный огонь вели только два орудия каждой батареи. Зенитная артиллерия практиковало стрельбу по данным звукоуловителей, этот способ стрельбы был крайне не эффективным. С начала войны по декабрь 1941 года при стрельбе данным способом было израсходовано 69220 снарядов, а удалось сбить лишь один самолёт противника. Поэтому в начале 1942 года командование 2-го корпуса ПВО Ленинграда отказались от способа стрельбы со звукоулавливателями и перешли к заградительному огню.
4 апреля 1942 года корпусной район ПВО участвовал в отражении германской воздушной операции «Айсштосс», целью которой было уничтожение кораблей Балтийского флота находившихся в Ленинграде. Командование ПВО заблаговременно усилило оборону стоянки кораблей. К городу смогли прорваться 58 бомбардировщиков из 132, которые сбросили около 230 фугасных бомб. Под огнём зенитной артиллерии точность бомбометания была низкой и кораблям Балтийского флота этот налёт существенного ущерба не нанёс.
На основании постановления ГКО от 5 апреля 1942 года корпусной район был переформирован в Ленинградскую армию ПВО.